# 拜伦 (怀俄明州)
拜伦（英語：Byron）是美国怀俄明州比格霍恩县下属的一座城鎮。该鎮的人口在2000年为557人，2010年有593，2011年则估计有598人。